# Berestecico
Berestecico (în poloneză Beresteczko, în rusă Берестечко) este un cartier în municipiul Bălți, Republica Moldova, situat în partea de sud a orașului. Apariția cartierului este legată de înființarea morii și a berăriei în anul 1906 de către întreprinzătorul Meer Berestecico, de origine evreiască. Limitele geografice actuale ale cartierului nu sunt delimitate oficial. Hărțile topografice din perioada postbelică atribuie cartierului zona locativă de-a lungul malul drept al râului Răuțel, cuprinsă între Lacul Orășenesc și Fabrica de cărămizi (în prezent S.R.L. „Rifinform”).
Colectivul Muzeului regional bălțean consideră că perimetrul cartierului poate să fie extins, fiind delimitat de strada Independenței - strada 31 August - Fâșia silvică „Mesteacănul”. Astfel, cartierul Berestecico include zone locative situate pe ambele maluri ale râului Răuțel.